# 上松浦氏
上松浦氏（かみまつうらし）は、松浦久が当初辿り着いた肥前国松浦御厨周辺を中心とする宗家の松浦氏の流れ（現在の長崎県佐世保に移らず松浦市周辺に残った一族）で、松浦直から続く庶宗家。

## 解説
平戸を中心とする下松浦党との勢力争いにより衰退した一族の子孫とされる。
名称も、時代と共に簡略化し、諸説あるが後に松田氏になったと推測される。ただし、後の藩主松浦静山が側室出生で、松浦姓を名乗れず松山姓を称していたということもあり、松田姓も同様の理由とも考えられる。尚、松田氏は、松浦だけでなく、壱岐や五島にも移り住んでいる。（青方文書等より）
元寇時代から続く圓福寺（当時は、平戸南蛮流忍術の創始者と言われる松浦十郎が出城として築いており、元寇との戦いで殉死した人の墓が多く残る）の檀家が今も多い。檀家の中には、刀の錆止めに使う椿油を生産するための椿畑を所有していた。
上松浦の可能性に関しては、下松浦党エリアに御厨周辺も含まれるが、下松浦党の平戸または後述の佐世保から見た御厨周辺が上松浦という地理的な位置づけとして可能性が残る。
松田氏子孫の松浦市公式記録（個人情報）より、松田氏の祖先には松浦党の井出氏や佐々氏といった姓が確認できるとのこと。
豊臣秀吉が朝鮮出兵の際に陣取った名護屋城(文禄の役)の記録では、秀吉の本丸馬廻として肥前武士の松田源兵衛が駐屯している。また、東松浦郡史によると、朝鮮出兵には、松田五左衛門・松田箕之助・松田熊四郎・松田重三郎・松田禎蔵が活躍したという記載がある。尚、江戸時代の記録によると、平戸藩の老中として勤務していた松田という姓の人物の記載がある。現在でも松浦市御厨周辺には松田氏と考えられる会社が多い（水産、冠婚葬祭、米穀、衣料他）。
なお、現在の佐世保に拠点を移した惣領家の相神浦松浦氏とは別の流れと考えられる。